# San Juan Tecuaco
San Juan Tecuaco è un comune del Guatemala facente parte del dipartimento di Santa Rosa.